# Барза (Караш-Северин)
Барза (рум. Bârza) насеље је у Румунији у округу Караш-Северин у општини Топлец. Oпштина се налази на надморској висини од 92 m у долини реке Черне.

## Прошлост
Аустријски царски ревизор Ерлер је 1774. године констатовао да место "Бирза" припада Оршовском округу и дистрикту. Село има милитарски карактер а становништво је било влашко.

## Становништво
Према подацима из 2002. године у насељу је живело 545 становника.

### Попис2002.
| Расподела становништва по националности 2002.‍ | Расподела становништва по националности 2002.‍ | Расподела становништва по националности 2002.‍ | Расподела становништва по националности 2002.‍ | Расподела становништва по националности 2002.‍ |
| --------------------------------------------- | --------------------------------------------- | --------------------------------------------- | --------------------------------------------- | --------------------------------------------- |
|                                               |                                               |                                               |                                               |                                               |
| Румуни                                        | Румуни                                        |                                               | 491                                           | 90,6%                                         |
| Роми                                          | Роми                                          |                                               | 40                                            | 7,4%                                          |
| Немци                                         | Немци                                         |                                               | 11                                            | 2,0%                                          |